# Vila Ruiva (Cuba)
 Vila Ruiva  ist eine Gemeinde (Freguesia) in Portugal und gehört zum Landkreis von Cuba (Portugal), mit einer Fläche von 20,1 km² und 380 Einwohnern (Stand 19. April 2021). Dies ergibt eine Bevölkerungsdichte von 18,9 Einw./km².

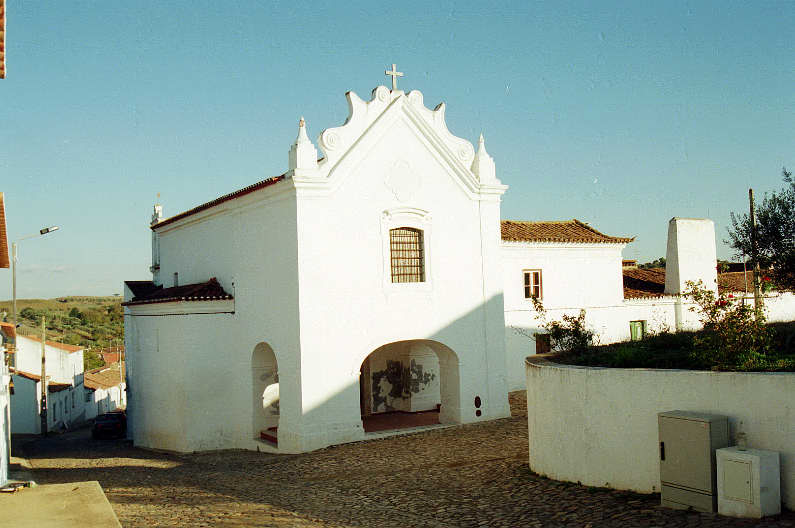
Hauptkirche von Vila Ruiva

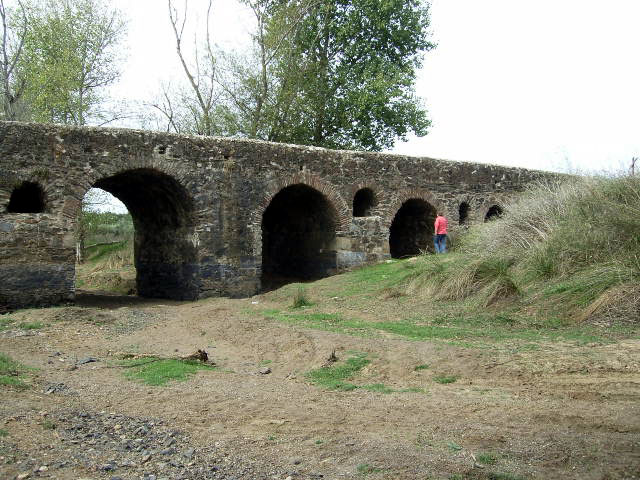
Die Römerbrücke in der Gemeinde

## Geschichte
Römische Bauten und Funde belegen die Existenz des Ortes zu Zeiten der Provinz Lusitania. Aus maurischer Zeit sind keine wesentlichen Funde gemacht worden. Seine ersten Stadtrechte (Foral) erhielt der Ort im 13. Jahrhundert. Nach der Portugiesischen Revolution von 1383 gehörte Vila Ruiva zu den Orten, die Nuno Álvares Pereira erhielt. Im Jahr 1512 erneuerte König Manuel I. die Stadtrechte. Vila Ruiva war ein eigenständiger Kreis (Concelho) bis 1836, um seit 1839 zum Kreis Cuba zu gehören.

## Kultur und Sehenswürdigkeiten
Unter den zahlreichen denkmalgeschützten Bauten der Gemeinde sind ein römischer Staudamm und eine römische Brücke, neben einer Reihe von Brunnen und Sakralbauten.
Mit dem Cappas Isectozoo existiert hier ein Museum und Laboratorium vor allem staatenbildender Insekten.